# Bugatti Rimac
Bugatti Rimac è una joint venture con sede a Sveta Nedelja, in Croazia, nota per i marchi automobilistici Bugatti e Rimac.
Nel luglio 2021, Volkswagen, tramite la controllata Porsche, ha ceduto il controllo del marchio Bugatti, dando vita a una joint venture con il costruttore croato Rimac Automobili. La nuova società, denominata Bugatti Rimac d.o.o., ha sede a Sveta Nedelja, e ha iniziato ufficialmente le attività nel quarto trimestre del 2021.
In questa società, Rimac Group detiene il 55% delle azioni, ottenendo il controllo operativo, mentre Porsche detiene il 45%. In cambio, Porsche ha ricevuto una quota di Rimac Group, che include Rimac Technology, un'azienda che sviluppa batterie e propulsori. Rimac Group, a sua volta, è di proprietà di Mate Rimac, Porsche, Hyundai e altri azionisti di minoranza.
La sede della joint venture è a Zagabria, mentre Bugatti continua a operare a Molsheim in Francia sotto il suo marchio, pur mantenendo una gestione integrata con l’infrastruttura di Rimac.
Bugatti Rimac impiega 435 dipendenti, di cui 300 a Sveta Nedelja e 135 a Molsheim.
Il 20 agosto 2022, Bugatti Rimac ha presentato la sua prima vettura realizzata congiuntamente, la Bugatti W16 Mistral.
Nel 2023, Bugatti Rimac ha aperto a Bologna un centro di ricerca e innovazione, satellite della sede principale di Zagabria, con una capacità prevista fino a 50 dipendenti. Il centro si occupa dello sviluppo di tecnologie per future hypercar e veicoli più convenzionali, incluse motorizzazioni elettriche e ibride, materiali compositi, stampa 3D, aerodinamica e nuovi carburanti. La sede ospita anche un Heritage Center dedicato alla conservazione storica e al programma di restauro La Maison Pur Sang.